# Dominik Brunner
Dominik Florian Brunner (* 18. Mai 1959 in Stuttgart; † 12. September 2009 in München) war ein deutscher Manager und Mitglied im dreiköpfigen Vorstand des Ziegelherstellers Erlus in Neufahrn in Niederbayern. Am 12. September 2009 kam es am Münchener S-Bahnhof Solln zu einer Auseinandersetzung mit einer Gruppe junger Männer, die zuvor mehrere Jugendliche bedroht und unter Schlägen Geld von ihnen gefordert hatten. Dabei wurde Brunner schwer verletzt und starb wenig später im Krankenhaus an einem Herzstillstand. Die Geschehnisse erzeugten ein großes Medienecho. Brunner wurden postum zahlreiche Ehrungen für Zivilcourage zuteil.

## Leben

### Ausbildung und Beruf
Dominik Brunner entstammte einer Unternehmerfamilie. Er wuchs als Einzelkind in Ergoldsbach auf. Sein Vater Oskar Brunner arbeitete ab Anfang der 1960er Jahre in leitender Position beim Dachziegelhersteller Erlus. Nach dem Abitur am Hans-Carossa-Gymnasium in Landshut studierte Brunner Rechtswissenschaften an der Universität München und arbeitete nach dem Examen bei Kanzleien in San Francisco, Paris, München, Frankfurt und Leipzig. Anschließend folgte er beruflich seinem Vater bei der Erlus AG. 1994 stieg er in die Unternehmensleitung auf und war dort für die Bereiche Finanzen, Organisation, Personal, Recht und Beschaffung zuständig.

### Tod
Am 12. September 2009 wurden am Münchener S-Bahnhof Donnersbergerbrücke vier 13- bis 15-jährige Schüler von drei jungen Männern (zwei 17-jährig, einer 18-jährig, einer davon betrunken) bedroht. Diese verlangten 15 Euro, ansonsten würden sie Gewalt anwenden. Um der Forderung Nachdruck zu verleihen, schlug einer der drei einem der Schüler ins Gesicht und trat einem anderen gegen den Oberschenkel. Der Schläger stieg dann in die S6 in Richtung Tutzing, die bedrohten Schüler sowie die beiden verbliebenen Angreifer stiegen wenig später in einen S-Bahn-Zug der Linie S7 in Richtung Wolfratshausen. Im Zug unterhielten sich die beiden verbliebenen Täter provozierend weiter, ohne aber zu drohen. Dominik Brunner, der von dem Geschehen an der Donnersbergerbrücke nichts mitbekommen hatte (er saß bereits in der einfahrenden S-Bahn), alarmierte die Polizei und stieg zusammen mit den Schülern am S-Bahnhof Solln aus. Der Beginn der Auseinandersetzung wurde von Zeugen widersprüchlich angegeben. Nach Aussage des Triebfahrzeugführers ging er dann mit erhobenen Fäusten, „tänzelnd, in Boxhaltung“, auf die beiden jungen Männer zu, die den Bahnhof ohne weitere Vorkommnisse verlassen wollten, und rief dem S-Bahn-Fahrer noch zu, „es passiere jetzt gleich etwas“. Danach schlug Brunner einem von ihnen mit der Faust ins Gesicht und begann damit eine Auseinandersetzung. Nach Aussage einer der Schülerinnen sind die beiden jungen Männer jedoch aggressiv auf Brunner zugegangen, welcher sich mit einem Faustschlag ins Gesicht zu verteidigen versuchte. Im Zuge der darauf folgenden Auseinandersetzung stürzte er; die Täter schlugen und traten anschließend weiter auf den am Boden Liegenden ein. Der jüngere der beiden ließ relativ schnell von ihm ab und versuchte dann, den immer noch tretenden 18-Jährigen wegzuziehen. Innerhalb einer Minute fügten sie Brunner so laut Anklage 22 Schläge und Tritte zu. Laut Obduktionsbericht führte keine dieser Verletzungen unmittelbar zu dessen Tod.
Beide Täter wurden noch am Bahnhof von der Polizei gestellt, die kurz nach dem Halt der S-Bahn eintraf. Sie versuchten zwar zu flüchten, konnten aber die Bahnhofsumzäunung nicht überwinden. Dominik Brunner starb laut Obduktionsbericht wenig später im Klinikum Großhadern an einem Herzstillstand aufgrund eines vergrößerten Herzens. Diese Feststellung fand auch Eingang in die Gerichtsprotokolle. Gegen den dritten beteiligten 17-Jährigen erging ebenfalls Haftbefehl. Im Nachhinein gab es auch Kritik an Brunners Vorgehen, das teilweise als Überreaktion in einer vermeintlich schon geklärten Situation beschrieben wurde.
Die Urne von Dominik Brunner wurde am 18. September 2009 im engsten Familienkreis auf dem Friedhof von Ergoldsbach bestattet. Acht Tage später fand im Ort eine Trauerfeier für ihn statt.

## Reaktionen

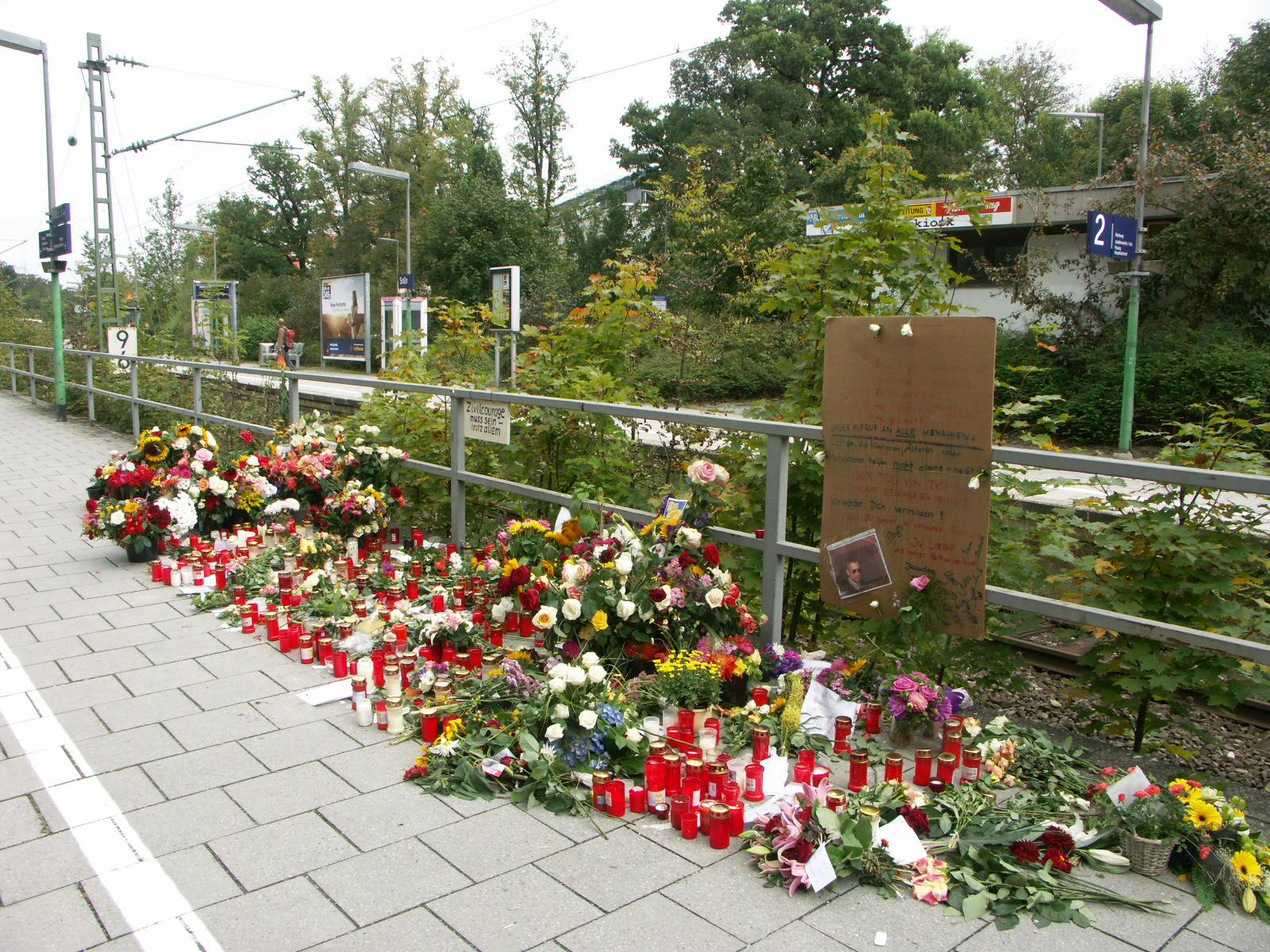
Tatort in München-Solln sechs Tage nach der Tat

Der Vorfall löste eine Debatte um mangelnde Sicherheit in öffentlichen Verkehrsmitteln und eine mögliche Verschärfung des Jugendstrafrechts aus. Am 16. September wurden um 18:30 Uhr sämtliche Verkehrsmittel im MVV-Gebiet für eine Schweigeminute angehalten. Am Tatort fanden sich um die 50 Menschen spontan zu einer Mahnwache zusammen. Am 17. September 2009 gab die Deutsche Bahn bekannt, dass in Solln sowie in 19 weiteren Münchener Bahnhöfen die Notrufsäulen nicht funktionieren. Sie gab die Schuld der Bayerischen Oberlandbahn (BOB), diese wiederum der Deutschen Bahn.
Am 9. November 2009 wurde von der Erlus AG sowie Freunden und Weggefährten die Dominik-Brunner-Stiftung für Zivilcourage gegründet.
Kurz nach der Tat löste die Untersuchung des Bremer Staatsanwalts Daniel H. Heinke, wonach dem weitaus größten Teil der Bevölkerung die Lebensgefährlichkeit von Fußtritten gegen den Kopf bewusst sei, eine Debatte um die strafrechtliche Ahndung solcher Delikte als (versuchtes) Tötungsdelikt aus.
Der Tod von Dominik Brunner war für die Aktion Münchner Fahrgäste der Anlass, gemeinsam mit dem Polizeipräsidium München und der Bundespolizeiinspektion München ein Verhaltenstraining für Fahrgäste zu veranstalten. Die Schirmherrschaft übernahm der damalige Münchner Oberbürgermeister Christian Ude. Unter dem Motto „Mit Herz und Verstand handeln. Notfall? Du hilfst – ich auch!“ werden die Kurse im Verkehrszentrum des Deutschen Museums durchgeführt.
Der Schriftsteller Andreas Eschbach erinnert in seinem Roman Todesengel indirekt an Dominik Brunner. Zu Beginn des Romans wird ein alter Mann, der im Rahmen von Zivilcourage zwei junge Männer von der Zerstörung einer Sitzbank abhalten will, von diesen angegriffen und schwer verletzt. Das Geschehen weist deutliche Parallelen zum Fall Dominik Brunner auf. Zudem geschieht der Vorfall im Roman in der U-Bahn-Haltestelle „Dominikstraße“, die Schwiegertochter des Opfers ist in der „Brunnerstraße“ wohnhaft.

## Ehrungen
Vier Tage nach seinem Tod gedachte der Bayerische Ministerrat Brunners und rief zu einer landesweiten Schweigeminute auf. Der Ministerpräsident verlieh ihm postum den Bayerischen Verdienstorden. Zusätzlich einigte sich Bundesinnenminister Wolfgang Schäuble mit der Redaktion der Sendung Aktenzeichen XY … ungelöst darauf, Brunner nachträglich den XY-Preis für Zivilcourage zu verleihen, der gemeinsam vergeben wird.
Am 4. Oktober 2009 zeichnete Bundespräsident Horst Köhler Brunner für seinen Einsatz postum mit dem Verdienstkreuz 1. Klasse der Bundesrepublik Deutschland aus. Er überreichte das Verdienstkreuz den Eltern des Verstorbenen. Köhler verstehe die Auszeichnung „als Zeichen der Dankbarkeit aller mitfühlenden Menschen in Deutschland für die Menschlichkeit, die Hilfsbereitschaft und die Zivilcourage, die Dominik Brunner selbstlos zeigte, als er erkannte, dass andere Menschen in Not waren“.
Am 20. Dezember 2009 kamen rund 3000 Menschen zu einer Gedenkkundgebung auf dem Münchner Odeonsplatz, zu der die Initiative Münchner Courage und die Dominik-Brunner-Stiftung aufgerufen hatten.
Die hessische Stadt Dietzenbach benannte im Juli 2010 einen Platz nach Dominik Brunner. Den Antrag hatte Cengiz Hendek, Mitglied des damaligen Ausländerbeirates, gestellt.

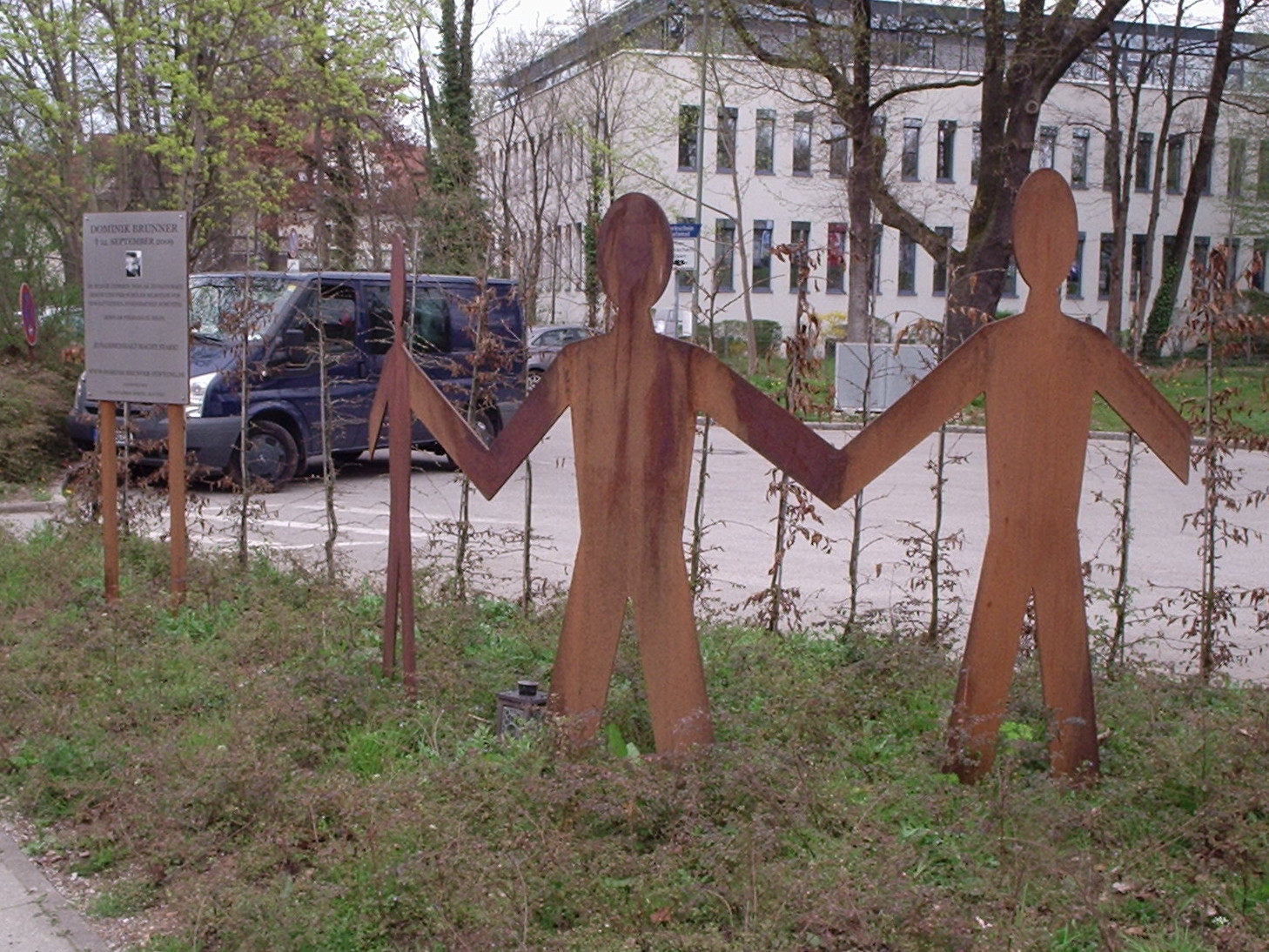
Dominik-Brunner-Mahnmal am Bahnhof Solln

Seit dem 21. Dezember 2010 gibt es in München beim S-Bahnhof Solln einen Dominik-Brunner-Weg. Neben einem Bahnsteig des S-Bahnhofs besteht seit dem 12. September 2013 ein Mahnmal, das von der Dominik-Brunner-Stiftung gestiftet und von Stefan Rottmeier geschaffen wurde.
Ergoldsbach, die niederbayerische Heimatgemeinde von Brunner, hat ein Denkmal zu dessen Ehren errichtet. Die von Stefan Rottmeier gestaltete Skulptur zeigt einen Mann, der sich schützend vor einen Jungen stellt. Die etwa 2,20 m große und 200 kg schwere Skulptur steht vor einem Gebäude in der Ergoldsbacher Badstraße. Dort befinden sich eine Kinderkrippe und ein Schülerhort. Das Gebäude ist in Dominik-Brunner-Haus umbenannt worden.
Am 5. Mai 2013 wurde in Landshut der Weg zum neuen Bürgerhaus an der Porschestraße, das von der Dominik-Brunner-Stiftung unterstützt und von der Bürgerstiftung Landshut errichtet wurde, zum Dominik-Brunner-Weg benannt. An der Eröffnung nahm auch Uli Hoeneß als Kuratoriumsvorsitzender der Dominik-Brunner-Stiftung teil. Er durchschnitt gemeinsam mit dem damaligen Landshuter Oberbürgermeister Hans Rampf, der Vorsitzenden der Bürgerstiftung und weiteren Vertretern aus Politik und Gesellschaft das rote Band am Straßenschild und gab damit den Dominik-Brunner-Weg frei und eröffnete zugleich das neue Bürgerhaus.
Die Realschule in Poing wurde am 1. Juli 2015 nach Dominik Brunner benannt, ebenso der Asteroid (192293) Dominikbrunner, entdeckt von Freimut Börngen und Lutz D. Schmadel.

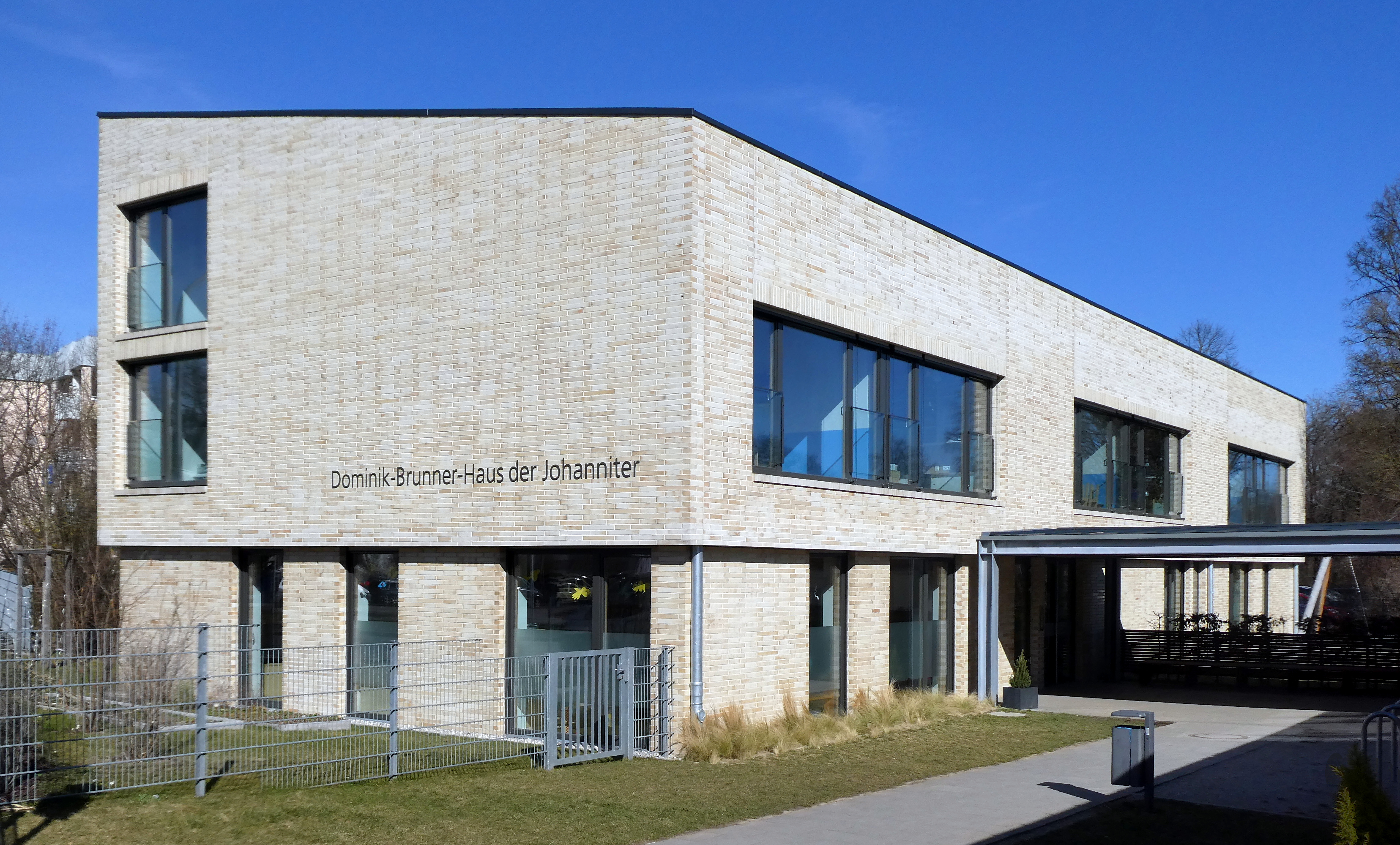
München, Dominik-Brunner-Haus

Am 24. März 2017 wurde das Dominik-Brunner-Haus der Johanniter-Unfall-Hilfe in München-Ramersdorf offiziell eingeweiht.

## Rechtliche Aufarbeitung
Der 17-Jährige, der als Wortführer auftrat, als er und seine Freunde die Schüler bedrohten, wurde am 13. April 2010 vom Jugendschöffengericht beim Amtsgericht München unter anderem wegen gefährlicher Körperverletzung und versuchter räuberischer Erpressung zu einer Jugendstrafe von 19 Monaten verurteilt. Die Vollstreckung setzte das Gericht zur Bewährung aus. Der Verurteilte, der sich damals in einer Suchttherapie befand, erhielt die Auflage, diese für weitere fünf Monate fortzusetzen. Das Urteil wurde hinsichtlich der Beweiswürdigung und jugendstrafrechtlicher Aufklärungspflichten kritisiert.
Am 4. Februar 2010 erhob die Staatsanwaltschaft Anklage gegen die beiden Haupttäter wegen gemeinschaftlichen Mordes. Der Prozess begann am 13. Juli 2010 vor dem Landgericht München I. In der öffentlichen Hauptverhandlung wurden an zwölf Sitzungstagen mehr als 50 Zeugen vernommen. Am 6. September 2010 fielen die Urteile. Der inzwischen 19 Jahre alte Haupttäter erhielt wegen Beihilfe zur versuchten räuberischen Erpressung in Tatmehrheit mit Mord eine Jugendstrafe von neun Jahren und zehn Monaten, der 18-jährige Jugendliche wegen versuchter räuberischer Erpressung in Tatmehrheit mit Körperverletzung mit Todesfolge eine Jugendstrafe von sieben Jahren. Damit folgte das Gericht weitgehend den Anträgen der Staatsanwaltschaft, die Verteidigung kündigte Revision an. 2011 verwarf der Bundesgerichtshof die Revision, womit die Urteile rechtskräftig waren. Auf Kritik stieß bei manchen die ungewöhnlich hohe Strafe für den zur Tatzeit Jugendlichen.
Einer der Haupttäter, Sebastian L., kam im Juli 2014 wegen guter Führung vorzeitig aus dem Gefängnis frei. Im Mai 2019 wurde auch der zweite Haupttäter Markus S. einen Monat vor Ablauf der Haftzeit entlassen. Das Gericht stellte ihn bis 2024 unter Führungsaufsicht. Bereits kurz nach seiner Entlassung verstieß er gegen damit verbundene Auflagen durch das Trinken von Alkohol, wofür er eine Freiheitsstrafe von fünf Monaten erhielt. Im Jahr 2020 verstieß er durch den Konsum von Kokain erneut gegen die Bewährungsauflagen, weshalb er zu einer Geldstrafe von 5.400 EUR im Berufungsverfahren verurteilt wurde.
Wegen Verstößen gegen Weisungen der Führungsaufsicht wurde Markus S. 2025 zu einer Geldstrafe von insgesamt 10.500 Euro verurteilt.